# Kaitasaari (ö i Södra Österbotten)
Kaitasaari är en ö i Finland. Den ligger i sjön Kuorasjärvi och i kommunen Alavo i den ekonomiska regionen  Kuusiokunnat  och landskapet Södra Österbotten, i den sydvästra delen av landet, 290 km norr om huvudstaden Helsingfors. Öns area är 0,8 hektar och dess största längd är 300 meter i nord-sydlig riktning.